# Birds of a Feather (Lied)
Birds of a Feather ist ein Lied der US-amerikanischen Sängerin Billie Eilish aus dem Jahr 2024.

## Entstehung und Veröffentlichung
Geschrieben wurde das Lied von der Interpretin selbst, zusammen mit ihrem Bruder Finneas O’Connell als Koautoren. Letzterer zeichnete zudem auch für die Produktion verantwortlich.
Die Erstveröffentlichung von Birds of a Feather erfolgte am 17. Mai 2024 bei den Musiklabels Darkroom und Interscope Records, als Teil von Billie Eilishs dritten Studioalbum Hit Me Hard and Soft (Katalognummer: 060246522367). Am 2. Juli desselben Jahres erschien das Lied zunächst als Airplay, ehe es am 11. November offiziell als dritte Single aus dem Album ausgekoppelt wurde. Diese erschien als 7″-Single mit einem Instrumental als B-Seite (Katalognummer: 602475012573).

## Inhalt
In Birds of a Feather bringt Billie Eilish ihren Glauben an dauerhafte Liebe zum Ausdruck, die bis zum Ende des Lebens anhalte. Sie beschreibe es als eine kraftvolle Verbindung, die auch bei Herausforderungen widerstandsfähig bleibe und betone ihren Wunsch, dass ihr Partner für die Ewigkeit an ihrer Seite sei.

## Kommerzieller Erfolg

### Chartplatzierungen
Birds of a Feather avancierte zum Nummer-eins-Hit in Australien und Neuseeland. Darüber hinaus erreichte es Top-10-Platzierungen in der Schweiz, den Vereinigten Staaten und dem Vereinigten Königreich (je Rang 2), Belgien-Wallonien, Österreich und Portugal (je Rang 3), Deutschland und Norwegen (je Rang 4), den Niederlanden und Schweden (Rang 5), Belgien-Flandern und Dänemark (je Rang 7).
| ChartsChartplatzierungen       | Höchstplatzierung | Wochen |
| ------------------------------ | ----------------- | ------ |
| Deutschland (GfK)              | 4 (… Wo.)         | …      |
| Österreich (Ö3)                | 3 (… Wo.)         | …      |
| Schweiz (IFPI)                 | 2 (… Wo.)         | …      |
| Vereinigte Staaten (Billboard) | 2 (… Wo.)         | …      |
| Vereinigtes Königreich (OCC)   | 2 (… Wo.)         | …      |

| ChartsJahrescharts (2024)      | Platzierung |
| ------------------------------ | ----------- |
| Deutschland (GfK)              | 29          |
| Österreich (Ö3)                | 13          |
| Schweiz (IFPI)                 | 12          |
| Vereinigte Staaten (Billboard) | 15          |
| Vereinigtes Königreich (OCC)   | 7           |

### Auszeichnungen für Musikverkäufe
| Land/Region                  | Auszeichnungen für Musikverkäufe (Land/Region, Auszeichnung, Verkäufe) | Verkäufe   |
| ---------------------------- | ---------------------------------------------------------------------- | ---------- |
| Australien (ARIA)            | 9× Platin                                                              | 630.000    |
| Belgien (BRMA)               | 3× Platin                                                              | 120.000    |
| Brasilien (PMB)              | 3× Diamant                                                             | 480.000    |
| Dänemark (IFPI)              | 2× Platin                                                              | 180.000    |
| Deutschland (BVMI)           | Platin                                                                 | 600.000    |
| Frankreich (SNEP)            | Diamant                                                                | 333.333    |
| Griechenland (IFPI)          | 4× Platin                                                              | 80.000     |
| Italien (FIMI)               | Platin                                                                 | 100.000    |
| Kanada (MC)                  | 8× Platin                                                              | 640.000    |
| Neuseeland (RMNZ)            | 5× Platin                                                              | 150.000    |
| Österreich (IFPI)            | Platin                                                                 | 30.000     |
| Polen (ZPAV)                 | 3× Platin                                                              | 150.000    |
| Portugal (AFP)               | 6× Platin                                                              | 60.000     |
| Schweiz (IFPI)               | 2× Platin                                                              | 60.000     |
| Spanien (Promusicae)         | 2× Platin                                                              | 120.000    |
| Vereinigte Staaten (RIAA)    | 5× Platin                                                              | 5.000.000  |
| Vereinigtes Königreich (BPI) | 3× Platin                                                              | 1.800.000  |
| Zentralamerika (CFC)         | 2× Platin                                                              | 140.000    |
| Insgesamt                    | 57× Platin · 4× Diamant ·                                              | 10.673.333 |

Hauptartikel: Billie Eilish/Auszeichnungen für Musikverkäufe